# タフォニ

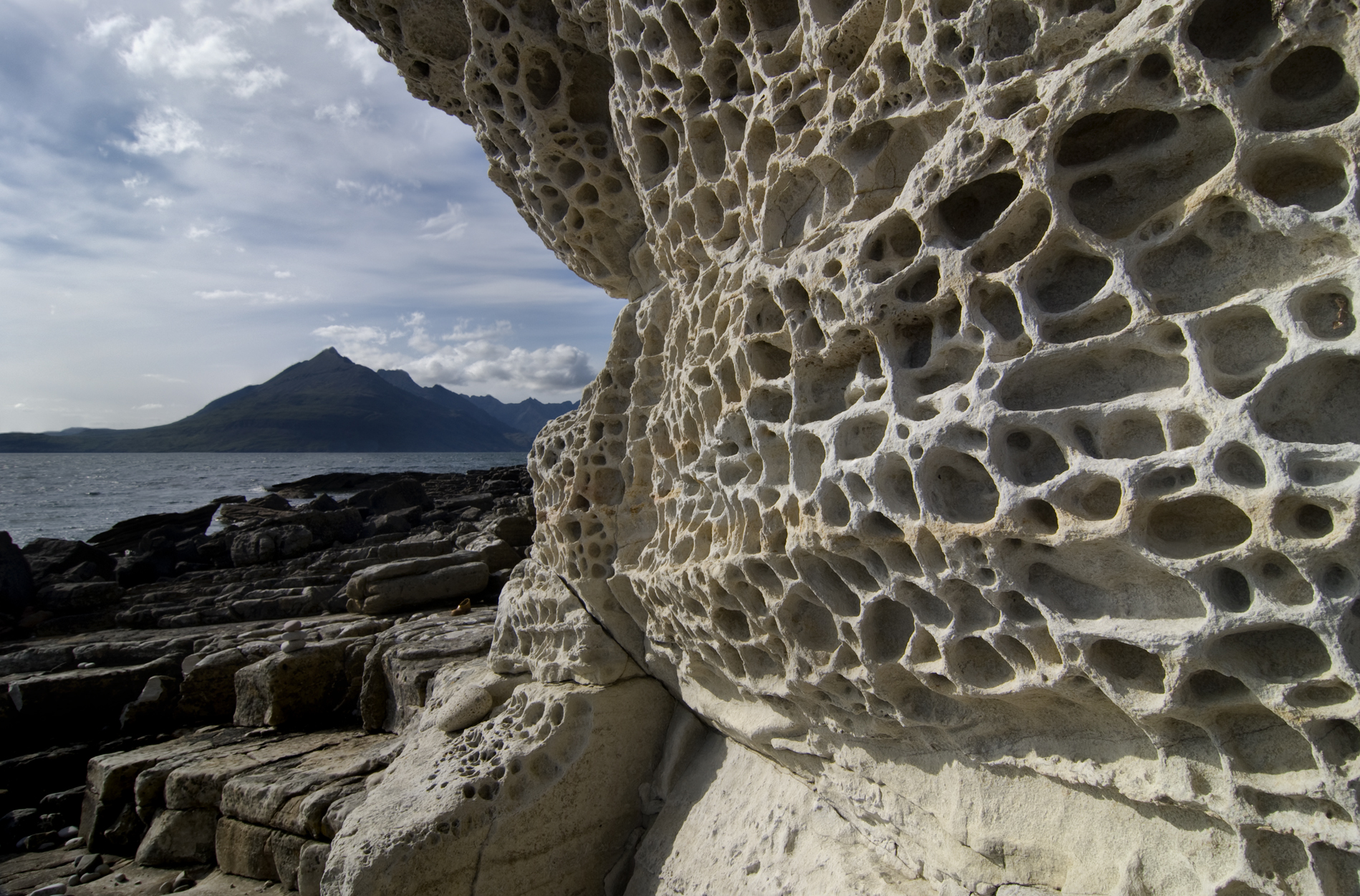
スコットランド、スカイ島エルゴールのタフォニ。

タフォニ（Tafoni）は、岩盤や岩塊の表面に形成される風化穴である。

## 概要
円または楕円形をとるが拡大し、それらが連結すると複雑な形状となり、横に連なっていくと棚状の大きな窪みとなる。花崗岩、砂岩、凝灰岩、安山岩、礫岩、石灰岩などに形成される。砂漠などの乾燥地域や、海水飛沫を受けやすい海岸地域にてその存在が広く知られているが、内陸の山地域でも広く確認される。
タフォニは一般に、岩体内部より析出した塩類が、その結晶圧によって岩石表層部を破壊することによって形成されると考えられており、ゆえに海水の飛沫を定常的に受ける海岸付近ではタフォニが発生しやすい。山間部に形成されるタフォニについては過去の海進時に形成されたものであるとする説、台風時に海塩が供給されているとする説、岩石中に含まれる黄鉄鉱が溶解し、石膏を析出することによるものであるとする説などが挙げられている。
語源は不明であるが古代ギリシア語で「墓碑」を意味する"Taphos"やコルシカ語、シチリア語で「穴」を意味する"Taffoni"、「穴を開ける」という意味の"Tafonare"などに由来すると考えられている。「タフォニ」の語が印刷物上で初めて用いられたのは1882年のことである。 
急崖表面に凹凸を形成するタフォニは落石発生の重要な素因であり、2002年には和歌山県でタフォニが形成されている急崖から約720トンの岩塊が落下し、ロックシェッドを直撃する事故が発生しているほかインド、エローラ石窟群のカイラーサナータ石窟寺院、マハーバリプラムの海岸寺院、アンコール遺跡のタ・プロームやバイヨンなどではタフォニの形成による重篤な損傷が発生している。和歌山県東牟婁郡古座川町の高池の虫喰岩や岡山県倉敷市下津井六口島の象岩
はタフォニの持つ特異な景観を活かした景勝地である。

## ギャラリー

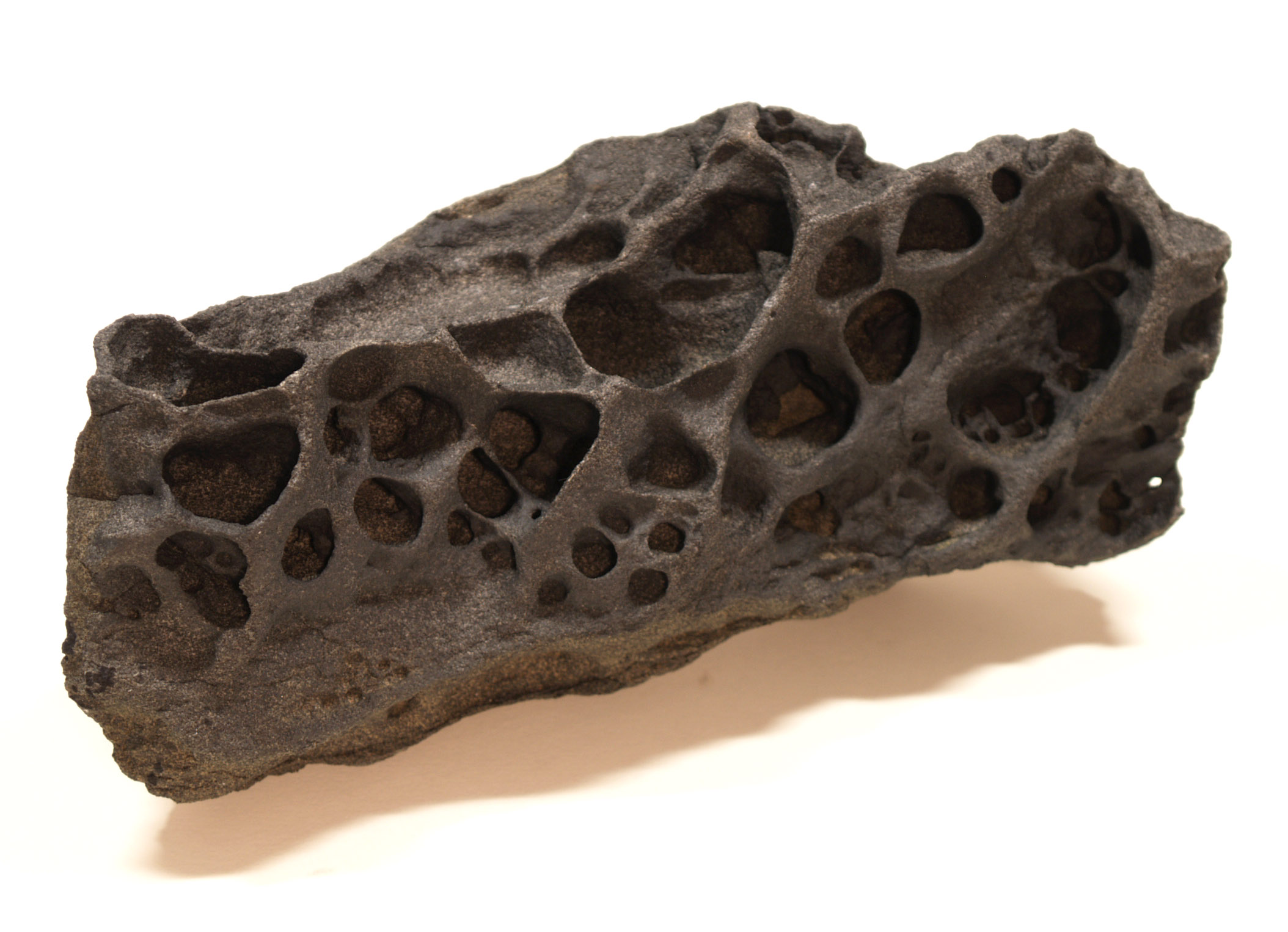
南極大陸のタフォニ。
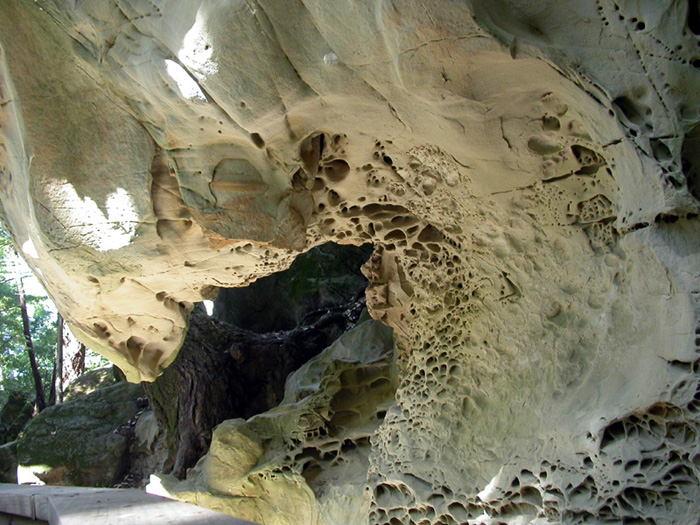
サンフランシスコ近辺の山岳に見えるタフォニ地形。
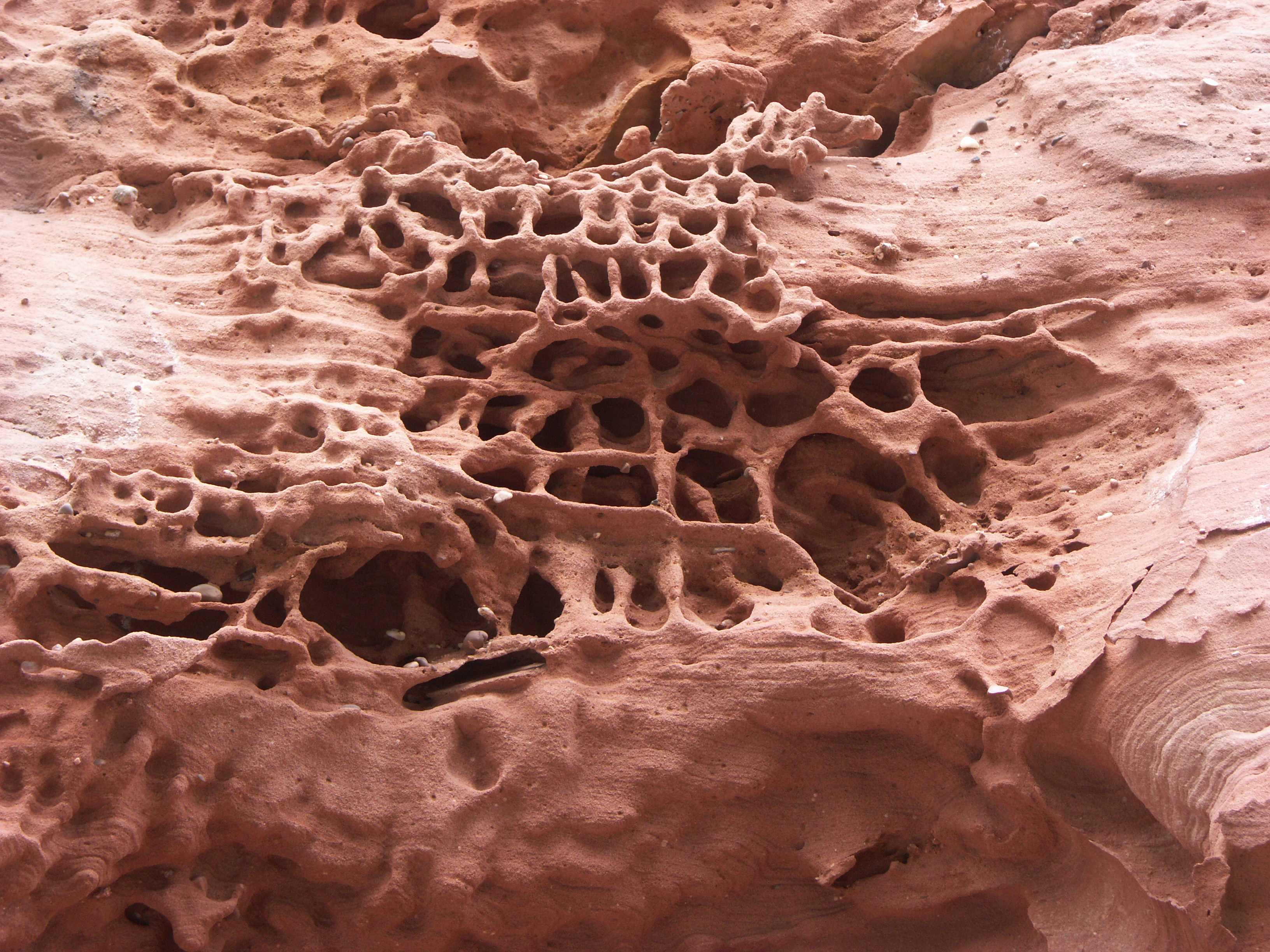
ドイツ、ラインラント＝プファルツ州ズュードプファルツの砂岩に見えるタフォニ。
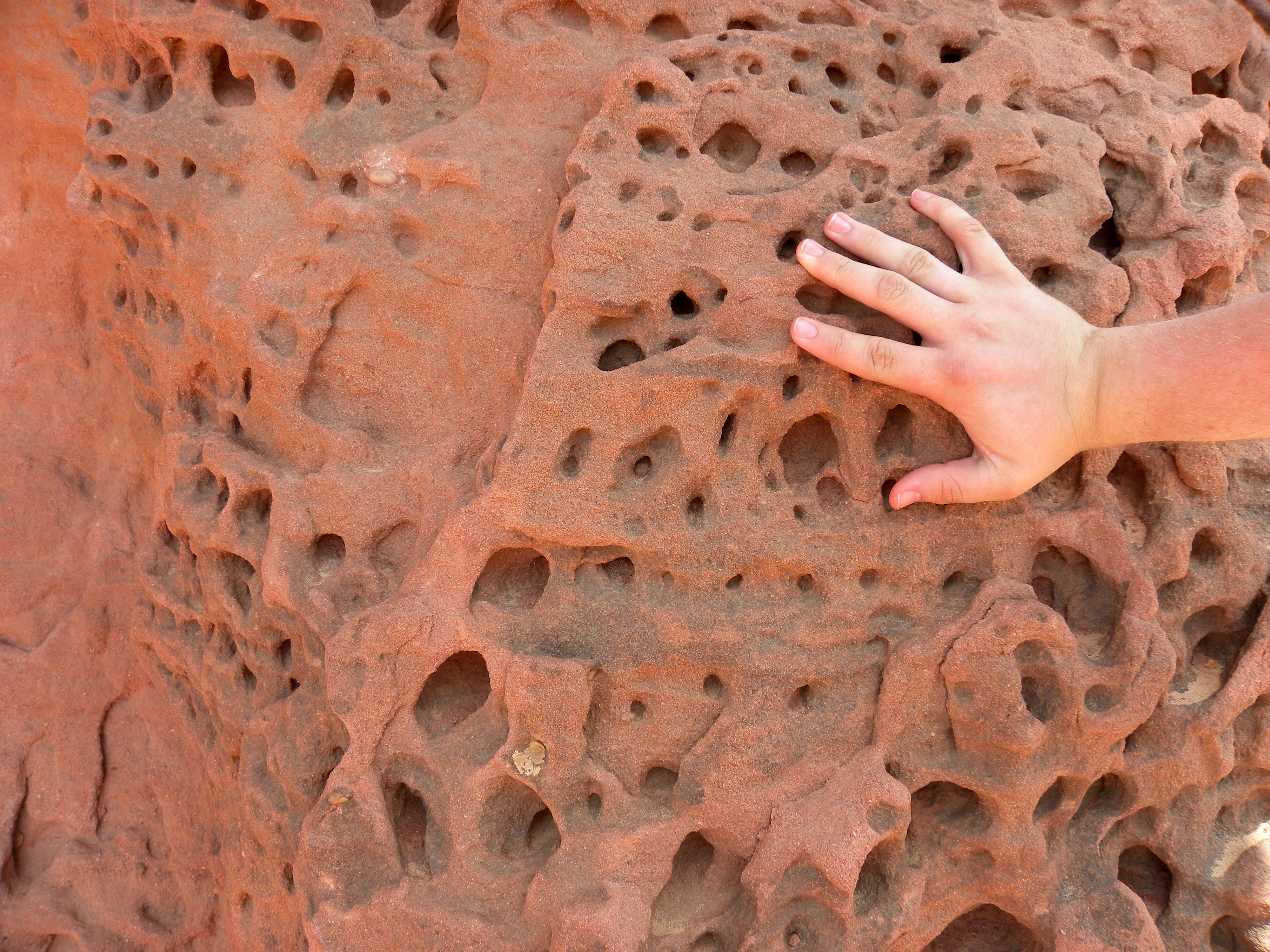
イスラエル、ネゲブ砂漠のティムナ渓谷にあるカンブリア紀の砂岩に開くタフォニ。
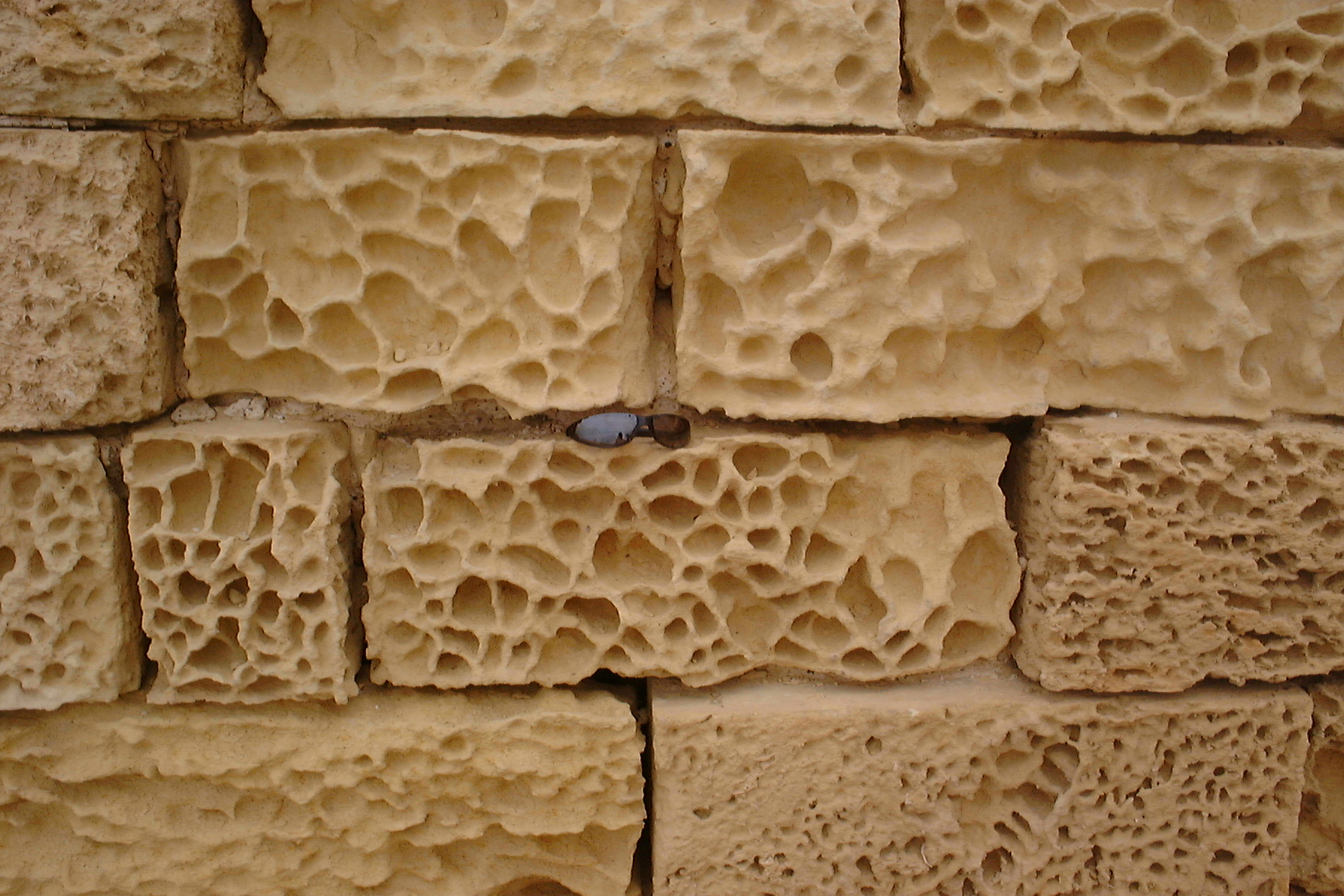
マルタ、ゴゾ島の石造建築に形成されたタフォニ。
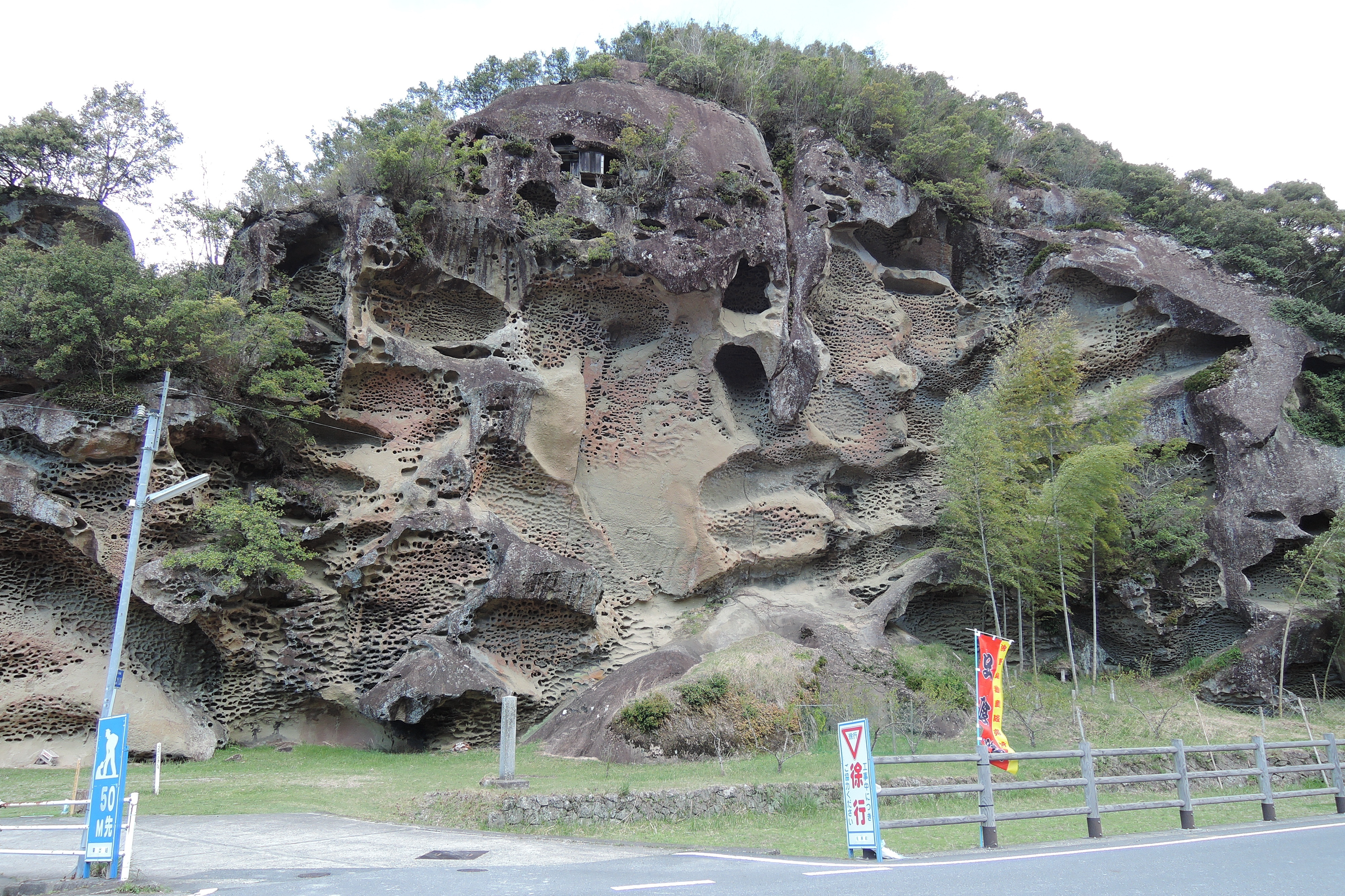
高池の虫喰岩。